# Pipistrellus hesperus
Pipistrellus hesperus е вид прилеп от семейство Гладконоси прилепи (Vespertilionidae). Видът не е застрашен от изчезване.

## Разпространение и местообитание
Разпространен е в Мексико и САЩ (Айдахо, Аризона, Вашингтон, Калифорния, Колорадо, Невада, Ню Мексико, Оклахома, Орегон, Тексас и Юта).
Обитава скалисти райони, градски и гористи местности, пустинни области, места със суха почва, склонове, каньони, пещери, ливади, храсталаци, дюни, крайбрежия, плажове и езера в райони с умерен климат, при средна месечна температура около 15 градуса.

## Описание
Теглото им е около 3,6 g.
Продължителността им на живот е около 6 години. Популацията на вида е стабилна.